# Toma de Ayahuasca (Natémamu) - Achuar
Toma de Ayahuasca (Natémamu) - Achuar es un cortometraje ecuatoriano dirigido por Nase Lino, cineasta de la etnia achuar. El documental se estrenó en 2023 y se centra en la ceremonia de Ayahuasca, una práctica ancestral de la comunidad achuar. 

## Sinopsis
El documental sigue el proceso tradicional de la ceremonia de Natémamu desde la preparación inicial hasta la conclusión del ritual. Comienza con la preparación del cuerpo a través del ayuno y continúa con la ingesta de la bebida sagrada de ayahuasca. La película captura los sonidos de los tambores que anuncian el inicio de la ceremonia y sigue a los participantes mientras buscan visiones y sabiduría de sus ancestros durante la noche. Al amanecer, los miembros de la comunidad comparten sus experiencias, que son interpretadas por los ancianos. 

## Reparto
| Personajes/Actores  |
| ------------------- |
| Alfredo Mayak       |
| Ankuash/NN          |
| José Timias         |
| Margarit Nidermaier |
| Valeria Zeas        |
| Ernesto Chumpi      |